# Varna (Illinois)
Varna – wieś w Stanach Zjednoczonych, w stanie Illinois, w hrabstwie Marshall.